# Dominique Cayrol
Dominique Cayrol (Alenyà, 14 de març del 1890 - Perpinyà, 8 de novembre del 1946) va ser un militar rossellonès a la reserva que amb el pseudònim Prioux combaté a la Resistència a la Catalunya del Nord durant la Segona Guerra Mundial. Era cap d'Estat Major i tinent coronel de les Forces Franceses de l'Interior a l'Alliberament (agost del 1944).

## Biografia
S'allistà a l'exèrcit el 30 de maig del 1910. De primer serví al 25è. Regiment d'Artilleria de Campanya, però la resta de la seva carrera la feu a unitats colonials: el 24è. Regiment d'Infanteria Colonial (24è. RIC), basat a Perpinyà, el 8è. RIC, el 1r. Regiment de Marxa del Marroc, altra volta el 24è. (on combaté durant la primera guerra mundial), el 1r. Regiment de Tiradors Malgaixs i, per tercera vegada, el 24è. (però ara rebatejat "24è. Regiment de Tiradors Senegalesos").
Després d'estar destinat un temps al Marroc (1912), tornà a França i combaté a la primera guerra mundial (1914-1918). La seva actuació, molt distingida, feu que rebés la Creu de Guerra (1916), ascendís de grau diverses vegades fins a ser sotstinent (1918), i fos nomenat cavaller de la Legió d'Honor (16 de juny del 1920). Finida la contesa, estigué destinat a Madagascar (1922-1924) abans de combatre, ja amb el grau de tinent, a la guerra del Rif (Marroc, 1925-1926). Es llicencià el 30 de maig del 1927 i entrà al quadre de reserva. Al 21 de setembre del 1939 fou reclamat novament en actiu a causa de la Segona Guerra Mundial, però en comptes de permetre'l combatre a França, va ser destinat novament a Madagascar, on sembla que va ser promocionat a capità. Tornà a la metròpoli, però el govern de Vichy l'envià a la reserva (com feu en el cas de molt altres militars).
S'incorporà a la lluita clandestina en el marc de la Resistència a la Catalunya del Nord l'any 1941 entrant al moviment "Combat". Va ser un dels organitzadors al departament dels Pirineus Orientals de l'"Armée Secrète" (uns grups armats per alçar-se contra els alemanys quan es produïssin els desembarcaments dels Aliats). Al 20 de juny del 1943 esdevingué cap departamental de l'AS després que el seu predecessor, Lluís Torcatis, hagués d'enfugir-se el 23 de maig del 1943 per no ser arrestat per la policia alemanya, i amb aquest títol organitzà el maquis situat entre el coll de Jau i Rebollet. Posteriorment, al gener del 1944 l'exiliat Torcatis (que moriria al maig a mans de la policia col·laboracionista) el nomenà també cap departamental del "Corps francs de la Libération" ("Cossos Francs de l'Alliberament"). Al 31 de juliol es convertí en cap d'estat major de les Forces Franceses de l'Interior, i amb aquesta autoritat negocià amb el major Parthey, comandant alemany de la plaça de Perpinyà, la retirada de les forces alemanyes. A partir de l'Alliberament i fins al seu decés el 1946, Cayrol es feu càrrec del comandament de la sots-divisió militar de Perpinyà amb el grau de tinent coronel de les FFI, i tingué cura de la integració dels ex-resistents en les forces militars regulars (com fou el cas del batalló del 24è. Regiment d'Infanteria Colonial, que formà amb soldats reconvertits de les FFI: adscrit temporalment a la Primera Divisió de la França Lliure, aquest batalló combaté a la Lorena i guardà la frontera amb Itàlia de la retirada alemanya). Una altra responsabilitat que Cayrol tingué com a comandant de la sot-sdivisió de Perpinyà va ser el control de la frontera amb Espanya, un focus de tensions pels intents dels "Guerrilleros Españoles" del comandant Mas per reprendre la guerra al sud de la ratlla fronterera. La mort i el funeral d'en Caryrol va ser l'ocasió d'un massiu homenatge per part dels antics resistents; l'alcalde socialista de Perpinyà, Fèlix Mercader pronuncià un discurs i el seguici fúnebre, després de passar per la Perpinyà desfilà pel centre de la ciutat cap a la carretera d'Alenyà.
Dominique Cayrol té dedicades a la capital del Rosselló l'avinguda i la cèntrica plaça "Coronel Dominique Cayrol". També li dedicaren vies urbanes el Soler i el seu Alenyà natal.